# Michael Bruun (håndboldspiller)
 Der er flere personer med dette navn, se Michael Bruun.
Michael Bruun (født 8. oktober 1970 i Skive) er en dansk håndbold træner og tidligere spiller, der spillede som målmand. De fleste sæsoner spillede han for Team Tvis Holstebro, som han spillede for af to omgange fra 2002 til 2005 og fra 2005 til 2011. Hans sidste klub var Mors-Thy Håndbold i Håndboldligaen, før han indstillede sin aktive karriere i 2012. Han skiftede til Mors/Thy fra TTH i sommeren 2011. Derudover spillede han for Bjerringbro FH mellem 2002 og 2005. Han vandt den danske pokalturnering i 2009 med TTH.
Bruun har spillet 98 kampe for det danske herrehåndboldlandshold, og var med til at vinde bronze ved Europamesterskabet i 2002. og VM Guld i 2019

## Træner karriere
Mellem 2012 og 2017 var han assistenttræner for Team Tvis Holstebro.
Han var desuden også målvogtertræner for både TTH Holstebro's damer og herrer, samtidig med dameholdet Randers HK fra 2018 til 2020, og for både Danmarks herrehåndboldlandshold og Danmarks damehåndboldlandshold.
Fra 2021 til 2024 var han målmandstræner for tyske SG Flensburg-Handewitt. Derefter blev han træner i Aalborg Håndbold.